# Falstaff (Apfel)
Falstaff ist eine Sorte des Kulturapfels (Malus domestica). Die Sorte hat einen Award of Garden Merit der Royal Horticultural Society.

## Beschreibung
Der mittelgroße Apfel ist gleichmäßig aufgebaut und hat den Bauch in der Mitte. Rippen zeigt er kaum. Die Grundfarbe ist ein helles gelbliche Grün. In der Urform ist die Deckfarbe ein bräunliches Rot mit etwas dunkleren Streifen. Beim Roten Falstaff ist sie halb- bis ganz voll von leuchtend roter Farbe überdeckt. Dabei gibt es sowohl streifige Abschnitte mit hellerem Rot als auch flächige Färbung in dunklerem Purpurrot. Die Lentizellen sind auffallend. In der Urform haben sie dunkelrote Ringe, was dem Apfel ein geflecktes Aussehen verleiht. Die Schale ist etwas hart.
Das Fruchtfleisch ist cremefarben, eher grobzellig und knackig. Der Geschmack ist süß mit leichter Säure. Ungewöhnlich für einen Apfel, der sich über mehrere Monate lagern lässt, ist Falstaff bereits saftig und aromatisch direkt ab der Pflückreife.
Der Stiel ist dünn und sehr lang und ragt weit über die tiefe enge Stielgrube hinaus. Die Stielgrube kann berostet sein.

## Anbau
Der Baum wächst mittelstark und benötigt vergleichsweise wenig Schnitt. Insbesondere eignet er sich gut für den Anbau im Garten, da er auch bei schlechten Bedingungen und schlechter Behandlung noch sehr gute Erträge bringt.
Falstaff ist vergleichsweise widerstandsfähig gegen Krankheiten und sehr frosthart. Da Falstaff viele Blüten bildet, eignet sich der Baum gut als Pollenspender. Ebenso ist der Apfel selbstbefruchtend. Wie bei der Elternsorte Golden Delicious ist der Ertrag der Bäume sehr hoch. Die Pflückreife liegt bei Mitte Oktober, lagern lassen sich die Äpfel bis über den Dezember hinaus.
Wie mehrere andere Nachfahren von James Grieve eignet sich Falstaff gut dazu, Apfelsaft zu machen.

## Geschichte
Falstaff ist beim britischen Forschungsinstitut für Obstbau East Malling Research aus einer Kreuzung James Grieve und Golden Delicious entstanden. Die Sorte ist das Ergebnis einer Versuchsserie mit Ziel dem ertragsstarken und am Markt erfolgreichen Golden Delicious ein intensiveres Aroma einzukreuzen.
Benannt ist er nach einer Figur aus den Werken Shakespeares: Sir John Falstaff.
Eine rotfrüchtige Mutante „Red Falstaff“ wurde 1983 als Sport in Norfolk gefunden.
Von Falstaff stammt die Sorte Meridian (Cox Orange x Falstaff) ab, die als saftiger Tafelapfel seit 1999 im Handel ist.